# 何屹繁
何屹繁（英文：Leo He，1998年8月22日—）出生于四川宜宾，中国大陆男歌手，男演员。2015年，参加安徽卫视青春励志榜样养成类真人秀《星动亚洲第一季》。2016年，参加《星动亚洲第二季》，2016年10月18日以音乐小分队SWIN-S成员身份出道，并以组合成员身份已先后发行EP《New World》、《EP1》、《EP2》。2018年1月参演网剧《暴走武林学园》。2018年4月23日发行单曲《I'm not fine》，2018年8月22日发行单曲《LEO KING》，并包揽词曲创作，2018年12月11日参加优酷记录当代年轻人集体成长的选秀节目《以团之名》。2019年8月30日发行创作单曲《黎明之后》，12月13日发行创作单曲《没有关系》，参加2020年1月19日播出中国大陆首档校园音乐综艺节目《新声请指教》，与温书琴组成行势组合代表川音出赛。2020年5月20日发行词曲创作单曲《陪你》。

## 演艺经历

### 2015年
2015年7月10日，参加安徽卫视大型青春励志榜样养成真人秀《星动亚洲》第一季 ，作为第一季冠军队B.SWAN成员出现在韩国MBC的show champion节目中。
2015年9月27日，星动亚洲十五强回国参加安徽卫视中秋晚会，首秀《Top Now》等。
2015年11月22日，参加中央电视台综艺频道（中央三台）《我要上春晚》，“星动男团”以一首《巅峰时刻》成功晋级。

### 2016年：出道
2016年1月14日，参加《我要上春晚》特别节目《2016年直通春晚》。表演《准备好没有》和《冬天里的一把火》。
2016年2月5日，亮相2016年安徽卫视春节联欢晚会，表演曲目《Top Now》。
2016年3月4日，参加安徽卫视《星动亚洲》第二季，成为第二季星动梦之队的七强之一。
2016年10月14日，获邀出席在上海举办的世界顶级时尚音乐盛典Fashion Rocks亚洲首秀与CoCo李玟、Usher、Charli XCX等音乐人同台献艺，以全新单曲《New World》首秀的方式为Fashion Rocks献上开场，并登上T台助阵上官喆大秀。
2016年10月18日，作为音乐小分队SWIN-S成员正式出道。
2016年11月10日，作为常驻嘉宾，参加安徽卫视大型美食分享类综艺节目《心动的味道》，每一期与不同美食嘉宾一同展开美食之旅。
2016年12月23日，所在小分队SWIN-S正式发布迷你专辑《New World》，共《New World》、《For You》、《只因你太美》、《明日路》、《Fantasy》五首单曲。
2016年12月24日，SWIN“New World”全国巡回演唱会合肥站首演，经过北京、成都、广州，2017年5月27日于上海站收官。

### 2017年
2017年1月1日，SWIN作为受邀嘉宾出席了由安徽卫视主办的国剧盛典颁奖典礼，献唱了《当》、《爱的供养》、《那么骄傲》、《红日》等9首影视歌曲。
2017年4月29日，参加湖南卫视大型互动音乐综艺《我想和你唱》第二季首期节目。
2017年7月17日，发布SWIN全员专辑《EP1》，共有《告别少年》、《发光的星体》、《和你去海边》三首单曲。
2017年10月7日，现身上海INNERSECT潮流文化展，何屹繁除SOLO了一首RAP作品《天干物燥》外，与组合SWIN共同献唱了《发光的星体》、《NEW WORLD》、《告别少年》。
2017年10月29日，作为主要嘉宾出席安徽卫视《星动亚洲》第三季。SWIN组合作为学长，在现场与尚雯婕等嘉宾一起提点新人，并以共同投票的形式选出能够进入“星动学院”的梦想学员。

### 2018年
2018年1月9日，以SWIN团体发布第二张专辑全员EP《EP2》，共有《BFGF》、《我敢》、《不解释》三首单曲。
2018年1月23日，参演网剧《暴走武林学园》。
2018年4月23日，发布单曲《I'm Not Fine》，首次担任歌词创作。
2018年8月22日，发布创作单曲《LEO KING》，包揽作词作曲。
2018年12月11日，参加优酷视频偶像男团竞演养成类真人秀节目《以团之名》。

### 2019年
2019年6月21日，OG (One Group)发布专辑Dreammaker，参与词曲创作并共同演绎《K.I.N.G》及《DreamMaker》。
2019年8月30日，发布创作单曲《黎明之后》 ，与Taro芋头共同词曲创作。
2019年12月13日发行创作单曲《没有关系》。

### 2020年
2020年2月23日，与温书琴代表四川音乐学院组成“行势”组合参加浙江卫视音乐教育实践节目《新声请指教》。
2020年5月20日发行词曲创作单曲《陪你》。
2020年6月12日演唱的《夏夜知君暖》插曲《我想》上线。

### 2021年
2021年1月，參加騰訊《創造營2021》。

## 音乐作品

### 专辑/单曲
| 数量 | 名称             | 类型     | 发行日期       | 曲目                                                                         | 备注                                                             |
| 1    | Top Now          | 单曲     | 2015年9月29日  | Top Now                                                                      | 《星动亚洲》第一季主题曲                                         |
| 2    | 准备好没有       | 单曲     | 2016年1月29日  | 准备好没有                                                                   | 《星动亚洲》第二季主题曲                                         |
| 3    | Turn it up       | 单曲     | 2016年5月20日  | Turn it up                                                                   | 《星动亚洲》第二季主题曲                                         |
| 4    | New World        | 迷你专辑 | 2016年12月23日 | 曲目 1. New World 2. For You 3. 只因你太美 4. 明日路 5. Fantasy              | 小分队 SWIN-S                                                    |
| 5    | EP1              | EP       | 2017年7月17日  | 曲目 1. 告别少年 2. 发光的星体 3. 和你去海边                                 | 全员团体 SWIN                                                    |
| 6    | EP2              | EP       | 2018年1月9日   | 曲目 1. BFGF 2. 我敢 3. 不解释                                               | 全员团体 SWIN                                                    |
| 7    | I'm Not Fine     | 单曲     | 2018年4月23日  | I'm Not Fine                                                                 | Feat. 赵方舟与大圣DasZ                                           |
| 8    | LEO KING         | 单曲     | 2018年8月22日  | LEO KING                                                                     | 个人                                                             |
| 9    | Bass             | 单曲     | 2020年5月27日  | 曲目 1. BASS 2. BASS(伴奏)                                                   | 个人                                                             |
| 10   | K.I.N.G          | 单曲     | 2019年6月21日  | K.I.N.G                                                                      | Feat. 赵方舟与石佳鹏                                             |
| 11   | DreamMaker       | 单曲     | 2019年6月21日  | DreamMaker                                                                   | Feat. 赵方舟、大圣DasZ、小米iki、陈乐一、王老板、石佳鹏与Raymond |
| 12   | 黎明之后         | 单曲     | 2019年8月30日  | 黎明之后                                                                     | Feat. Taro芋头                                                   |
| 13   | 没有关系         | 单曲     | 2019年12月12日 | 没有关系                                                                     | 个人                                                             |
| 14   | 陪你             | 单曲     | 2020年5月20日  | 陪你                                                                         | 个人                                                             |
| 15   | 我想             | 单曲     | 2020年6月12日  | 我想                                                                         | 夏夜知君暖，校园剧插曲                                           |
| 16   | 繁星坠入我眼里   | 单曲     | 2021年7月20日  | 曲目 1. 繁星坠入我眼里 2. 繁星坠入我眼里(伴奏)                               | 个人                                                             |
| 17   | 做你的Romeo      | 单曲     | 2022年3月14日  | 做你的Romeo                                                                  | 个人                                                             |
| 18   | 漾•青春          | 单曲     | 2022年10月12日 | 漾•青春                                                                      | 合作歌手:苟晨浩宇, 田书臣, 俞更寅                                |
| 19   | 走走走           | 单曲     | 2022年11月1日  | 曲目 1. 走走走 2. 走走走(伴奏)                                               | 个人                                                             |
| 20   | Long Time No See | 单曲     | 2023年3月21日  | 太多话想对你说                                                               | 合作歌手:曾涵江                                                  |
| 21   | 王冠之下         | 单曲     | 2023年4月25日  | 曲目 1. 王冠之下 2. 王冠之下(伴奏) 3. 王冠之下(和声伴奏)                     | 个人                                                             |
| 22   | 第七个日出       | EP       | 2023年12月21日 | 曲目 1. 我猜 2. 替我 3. 热烈的马 4. 藏在深夜 5. 直到现在仍无法忘记 6. 知道吗 | 个人                                                             |
| 23   | 都明白           | 单曲     | 2024年5月14日  | 都明白                                                                       | 个人                                                             |

## 影视作品

### 网剧
| 年份          | 剧名                     | 角色   | 备注                       |
| 2018年1月23日 | 暴走武林学园             | 华电   | 在线平台《爱奇艺》         |
| 2020年6月21日 | 哆啦噩梦的口袋之望父成龙 | 李小建 | 在线平台《抖音》父亲节首播 |

### 综艺节目
| 播出时间       | 节目名称       | 备注                     |
| 2015年7月10日  | 星动亚洲第一季 | 参赛选手，冠军队队员之一 |
| 2016年3月4日   | 星动亚洲第二季 | 梦之队的七强之一         |
| 2016年11月10日 | 心动的味道     | 常驻嘉宾                 |
| 2017年10月29日 | 星动亚洲第三季 | 主要嘉宾                 |
| 2019年1月17日  | 以团之名       | 参赛选手                 |
| 2020年1月19日  | 新声请指教     | 参赛选手                 |
| 2021年2月17日  | 创造营2021     | 参赛选手                 |

## 外部连接
- 何屹繁的新浪微博
- 何屹繁官方抖音号 （页面存档备份，存于）